# لارس پالسون سیل
لارس جورگن پالسون سیل (Lars Jörgen Pålsson Syll) (زادهٔ ۵ نوامبر ۱۹۵۷)، اقتصاددان اهل سوئد است که به عنوان استاد مطالعات اجتماعی و دانشیار تاریخ اقتصادی در کالج دانشگاه مالمو خدمت می‌کند. پالسون سیل یکی از نظریه‌پردازان برجسته در گفتمان اقتصادی سوئدی پیرامون بحران مالی جهانی که از ۲۰۰۸ میلادی آغاز شد، بوده‌است.

## زندگی‌نامه
لارس جورگن پالسون سیل (متولد ۱۹۵۷ میلادی) دو مدرک دکترای تخصصی خود را در رشته تاریخ اقتصادی در ۱۹۹۱ میلادی و در رشته اقتصاد در ۱۹۹۷ میلادی از دانشگاه لوند کسب کرد. در ۱۹۹۵ میلادی، او به عنوان دانشیار تاریخ اقتصادی در کالج دانشگاه مالمو گماشته شد. در ۲۰۰۴ میلادی، وی به استاد مطالعات اجتماعی در کالج دانشگاه مالمو ترفیع داده شد. او به پژوهش و تدریس تاریخچه نظریه و روش‌شناسی اقتصادی می‌پردازد. سایر حوزه‌های پژوهشی مورد علاقه وی شامل نظریات عدالت توزیعی و علوم اجتماعی رئالیست انتقادی است. او همچنین زمانی که به عنوان یک پژوهشگر تازه‌کار و دارای حقوق ماهیانه در اوایل دهه ۱۹۸۰ میلادی در ایالات متحده کار می‌کرد، تحت نظر هایمن مینسکی آموزش دید. لارس پالسون سیل چندین کتاب و مقالاتی بی‌شماری در ژورنال‌های علمی نوشته‌است.

## دیدگاه‌ها

### کلی
پالسون سیل معتقد به اقتصاد پساکینزی و یک رویکرد نهادگرایی برای مطالعه اقتصاد است. این نظریه که به‌طور قابل‌توجه توسط دوگلاس نورث و رابرت فوگل توسعه داده شده‌است، روی اهمیت کارایی نهادها برای دستیابی به رشد اقتصادی تأکید دارد. او هر دو متفکر اقتصادی یوزف شومپیتر و جان کنت گالبرایت را به عنوان «نیمه-نهادگرا» توصیف نموده‌است، به این مفهوم که آن‌ها «اقتصاددانان دگراندیش» و متأثر از سایر مکاتب اقتصادی بودند. او یک رئالیست انتقادی و مخالف صریح تمامی انواع ساخت‌گرایی-اجتماعی و نسبی‌گرایی-پسامدرن است. او به‌طور عمیقی تحت تأثیر افکار جان مینارد کینز قرار دارد. در ۲۰۱۱ میلادی، وی یکی از حامیان سرسخت پال رومر بود و ادعا می‌کرد که جایزه نوبل اقتصاد باید به‌خاطر کار وی در مورد این‌که، افراد در اصل در بازار چگونه رفتار می‌کنند، به رومر اعطاء گردد.
پالسون سیل منتقد نئولیبرالیسم و بنیادگرایی-بازار بوده و در کتاب ۲۰۰۱ خود «علم ثروت: اقتصاد و بحران نئولیبرالیسم» به آن‌ها حمله نموده‌است. او مشکلات امروزی را به اواسط دهه ۱۹۷۰ میلادی پیگیری می‌کند، دورهٔ زمانی که از نظر سیل، اقتصاددان با بکارگیری استدلال‌های نئو-کلاسیکی اقتصاد خرد، به‌طور چشم‌گیری به گفتمان رفاه عمومی پرداخته و عقیده داشتند که سکتور عمومی باید به همان شیوهٔ مدیریت گردد که سکتور خصوصی مدیریت می‌شود. سیل مدعی می‌شود که این اقتصاددان‌ها موجودیت هرگونه تفاوت واقعی میان تولید و خدمات اجتماعی را نپذیرفتند و به این تفکر بودند که دریافت‌کنندگان این خدمات باید به عنوان مشتریان آگاه مدنظر گرفته شوند. آن‌ها به این تصور بودند که نهادهای رفاهی که از مالیات مردم تأمین مالی می‌گردند موجب تشویق منفی کارآفرینی که رشد اقتصادی را در پی دارد، می‌شوند. با این حال، پالسون سیل استدلال نموده‌است که نابرابری بالاتر درآمد در واقع باعث افزایش رشد می‌شود، چون به هر اندازه که یک تور ایمنی قویتر باشد به همان اندازه به افراد اجازه می‌دهد تا ریسک بیشتری بگیرند. او همچنین فکر می‌کند که ثروت بیش از حد یک عده افراد محدود، می‌تواند به دموکراسی آسیب برساند.
نظریات پالسون سیل از سوی اقتصاددانان راست‌گرا مانند هنریک جورداهل، اندریاس بیرگ و نویسنده جوهان نوربرگ مورد نقد قرار گرفته‌اند.

### بحران مالی جهانی
پالسون سیل در رابطه با بحران مالی ۲۰۰۷ – ۲۰۰۸ گفت، کپیتالیسم دارای یک میل درونی برای ایجاد حباب‌های قابل پیش‌بینی به‌طور مقطعی در بازارهای مختلف دارایی است. او مقررات‌زدایی گسترده بازارهای مالی در دهه ۱۹۸۰ میلادی را هم برای بحران دهه ۱۹۹۰ میلادی و هم برای بحران تازه که در ۲۰۰۸ میلادی آغاز شد، مقصر دانسته و درخواست بازگشت به مقررات سخت‌گیرانه‌تر و شفافیت بیشتر را نموده‌است. او، نرخ بهره پایین را خطری برای اقتصاد می‌داند. این نرخ پایین به آن‌های که متکی به درآمد سرمایه‌گذاری هستند آسیب می‌رساند. مهم‌تر از آن این‌که، بانک مرکزی اصلی‌ترین ابزار تحرک اقتصادی خود را از دست می‌دهد. همزمان، خطر تورم منفی وجود دارد که می‌تواند موجب کسادی اقتصادی دراز مدت شود. در ۲۰۰۹ میلادی، او یک راه‌حل ریشه‌ای پیشنهاد کرد که طی آن بانک مرکزی همه ساله یک قرعه‌کشی برگزار نموده و طی آن اسکناس‌ها را با در نظرداشت ارقام نهایی مشخص در سریال نمبر آن‌ها، از بازار جمع‌آوری کند. این راه‌حل در واقع می‌تواند یک نرخ بهره منفی ۱۰ درصد باشد که ارزش پول را پایین آورده و باعث تشویق مصرف شود و همزمان اقتصاد را به‌طور سریع به کار می‌اندازد. هرچند او طرفدار سیستم حمایت از تولیدات داخلی (حمایت‌گرایی) نیست، اما او گفته‌است که اگر ایالات متحده و سایر کشورهای عضو اتحادیه اروپا شروع به معرفی تدابیر حمایت‌گرایانه نمایند، همانند قاعده دوراهی زندانی، سوئید نیز مجبور خواهد شد تا این چنین یک تدابیر را اتخاذ نماید.

## ارجاعات
1. ↑  Malmö högskola.
2. ↑  Schmidt 2010, p. 1.
3. 1 2 3  Arenagruppen.
4. 1 2  Gudeman 2005, p. 159.
5. ↑  Studentlitteratur.
6. ↑  Gudeman 2005, p. 2.
7. ↑  Heinonen 1999, p. 110.
8. ↑  Zenou 2011.
9. ↑  Sundholm 2008.
10. ↑  Andersson & Thörnqvist 2006, p. 9.
11. ↑  Schmidt 2010, p. 4.
12. ↑  Schmidt 2010, p. 3.
13. ↑  Waldenström 2009.
14. ↑  Schmidt 2010, p. 2.
15. ↑  Höglund 2008.
16. ↑  Lönegård 2009.
17. ↑  Salö 2009.